# Félix Gouin

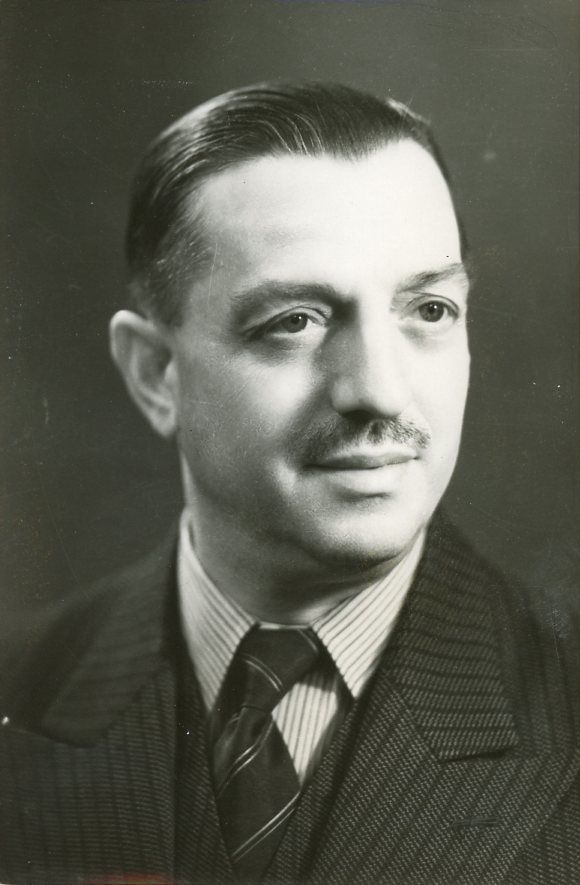
Félix Gouin (1936)

Félix Gouin (* 4. Oktober 1884 in Peypin, Département Bouches-du-Rhône, Frankreich; † 25. Oktober 1977 in Nizza, Frankreich) war ein französischer Jurist und Politiker (SFIO).

## Werdegang
Gouin besuchte das Gymnasium von Marseille und studierte Rechtswissenschaften in Aix-en-Provence. Ab 1907 war er Rechtsanwalt in Marseille und leistete ab 1914 seinen Wehrdienst ab. Er wurde 1923 zum Bürgermeister von Istres gewählt und war ab 1924 Abgeordneter in Aix-en-Provence. 1938 wurde er Mitarbeiter von Léon Blum und stellvertretender Vorsitzender der Fraktion der französischen Sozialisten (SFIO). Am 10. Juli 1940 stimmte er als einer der „quatre-vingts“ in der Nationalversammlung gegen die erweiterten Vollmachten für Marschall Philippe Pétain, mit denen das Ende der Dritten Republik besiegelt wurde.
Von Januar 1946 bis Juni 1946 war Gouin Präsident der Provisorischen Regierung Frankreichs. 1956 nahm er als Mitglied der französischen Delegation an der 11. Sitzung der UN-Generalversammlung in New York teil. Er beendete 1958 seine politische Karriere und legte alle seine Mandate nieder. Er wurde anschließend Honorarmitglied der französischen Nationalversammlung.

## Auszeichnungen
- 1946: Großkreuz der Ehrenlegion[2]
- 1957: Großes Silbernes Ehrenzeichen am Bande für Verdienste um die Republik Österreich[3]